# Anna Heilferty
Anna Heilferty (* 17. April 1999 in Falls Church, Virginia) ist eine US-amerikanische Fußballspielerin.

## Karriere

### Verein
Nach ihrer Zeit an der Justice High School spielte Heilferty von 2017 bis 2020 am College für die Boston University Terriers. Beim Draft der NWSL-Saison 2021 wurde sie von ihrem Wunschklub Washington Spirit gewählt. Ihr Debüt gab sie am 10. April 2021 im NWSL Challenge Cup 2021. Am Ende der Saison 2021 gewann sie mit ihrem Team die Meisterschaft der Saison 2021. Nach einer guten zweiten Saison wurde ihr Vertrag bis 2024 verlängert. Durch eine Knieverletzung im Februar 2023 verpasste sie die Saison 2023.

### Nationalmannschaft
Im Juni 2022 kam sie zu zwei Einsätzen für die US-amerikanische U23.